# E-Prix de Buenos Aires de 2015

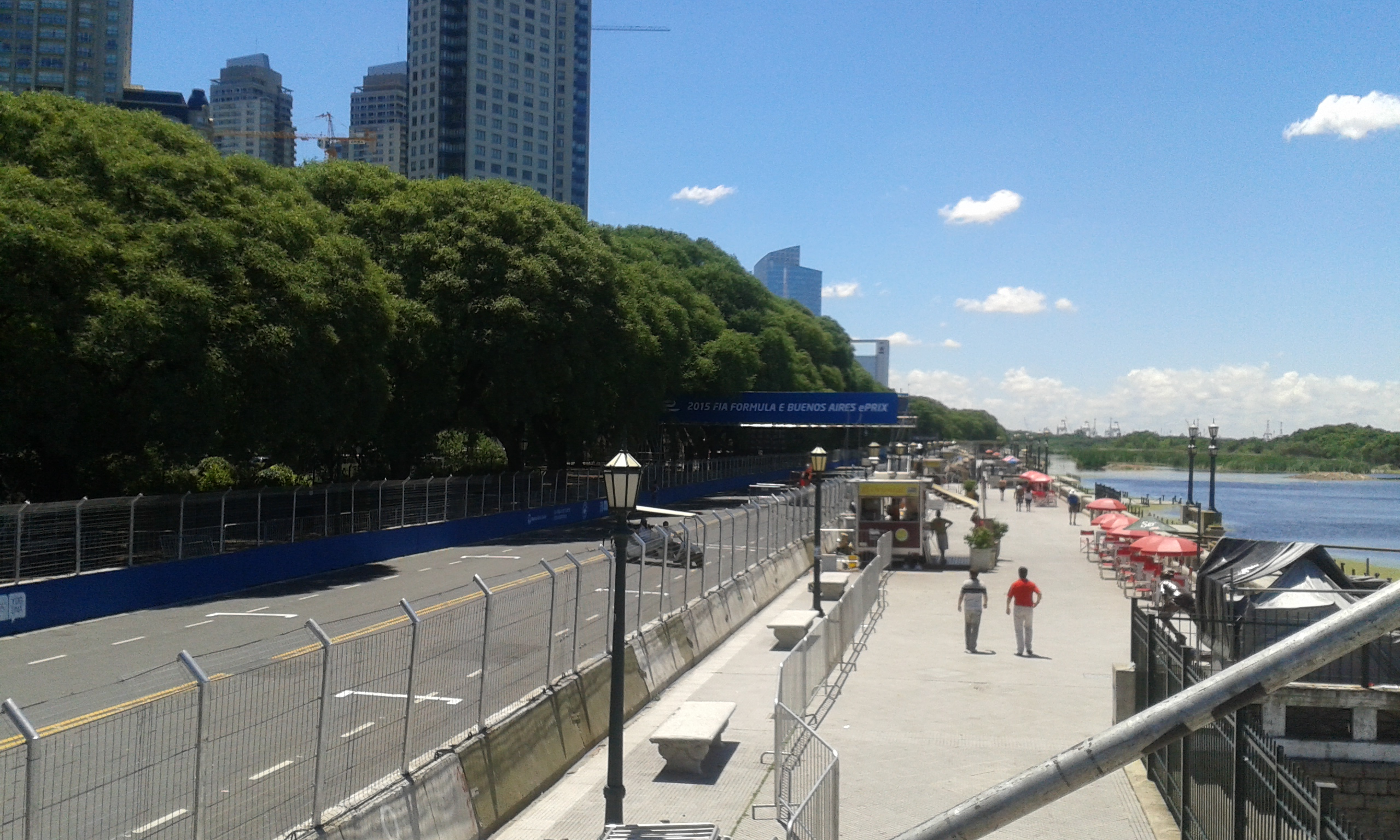
Vista de la recta principal y el punto de largada, junto a la Costanera Sur.

El Buenos Aires ePrix del 2015, oficialmente 2014-15 FIA Formula E Buenos Aires ePrix, fue una carrera de monoplazas eléctricos del campeonato de la FIA de Fórmula E que transcurrió el 23 de mayo de 2015 en el Circuito callejero de Puerto Madero en Buenos Aires, Argentina. Fue la primera carrera del año 2015, la cuarta en la historia de este campeonato y la segunda que tuvo lugar en América.

## Entrenamientos libres

### Primeros libres
| Pos. | N.º | Piloto                 | Equipo          | Tiempo   | Diferencia | Vueltas |
| ---- | --- | ---------------------- | --------------- | -------- | ---------- | ------- |
| 1    | 9   | Sébastien Buemi        | e.dams Renault  | 1:09,475 |            | 24      |
| 2    | 11  | Lucas di Grassi        | Audi Sport ABT  | 1:09,831 | +0,356     | 20      |
| 3    | 66  | Daniel Abt             | Audi Sport ABT  | 1:10,579 | +1,104     | 21      |
| 4    | 5   | Karun Chandhok         | Mahindra Racing | 1:10,917 | +1,442     | 21      |
| 5    | 8   | Nicolas Prost          | e.dams Renault  | 1:11,605 | +2,130     | 24      |
| 6    | 99  | Nelson Piquet, Jr.     | China Racing    | 1:11,952 | +2,477     | 24      |
| 7    | 3   | Jaime Alguersuari      | Virgin Racing   | 1:12,154 | +2,679     | 28      |
| 8    | 7   | Jérôme d'Ambrosio      | Dragon Racing   | 1:12,306 | +2,831     | 23      |
| 9    | 55  | António Félix da Costa | Amlin Aguri     | 1:12,360 | +2,885     | 21      |
| 10   | 23  | Nick Heidfeld          | Venturi         | 1:12,464 | +2,989     | 17      |
| 11   | 27  | Jean-Éric Vergne       | Andretti        | 1:12,598 | +3,123     | 19      |
| 12   | 2   | Sam Bird               | Virgin Racing   | 1:12,663 | +3,188     | 24      |
| 13   | 21  | Bruno Senna            | Mahindra Racing | 1:12,751 | +3,276     | 22      |
| 14   | 30  | Stéphane Sarrazin      | Venturi         | 1:12,832 | +3,357     | 21      |
| 15   | 10  | Jarno Trulli           | Trulli          | 1:12,839 | +3,364     | 22      |
| 16   | 77  | Salvador Durán         | Amlin Aguri     | 1:13,115 | +3,640     | 18      |
| 17   | 88  | Ho-Pin Tung            | China Racing    | 1:13,677 | +4,202     | 22      |
| 18   | 6   | Oriol Servià           | Dragon Racing   | 1:13,881 | +4,406     | 10      |
| 19   | 28  | Marco Andretti         | Andretti        | 1:14,071 | +4,596     | 24      |
| 20   | 18  | Michela Cerruti        | Trulli          | 1:14,161 | +4,686     | 22      |

### Segundos libres
| Pos. | N.º | Piloto                 | Equipo          | Tiempo   | Diferencia | Vueltas |
| ---- | --- | ---------------------- | --------------- | -------- | ---------- | ------- |
| 1    | 9   | Sébastien Buemi        | e.dams Renault  | 1:08,933 |            | 12      |
| 2    | 11  | Lucas di Grassi        | Audi Sport ABT  | 1:09,260 | +0,327     | 12      |
| 3    | 55  | António Félix da Costa | Amlin Aguri     | 1:09,325 | +0,392     | 14      |
| 4    | 66  | Daniel Abt             | Audi Sport ABT  | 1:09,640 | +0,707     | 9       |
| 5    | 27  | Jean-Éric Vergne       | Andretti        | 1:09,837 | +0,904     | 17      |
| 6    | 5   | Karun Chandhok         | Mahindra Racing | 1:10,015 | +1,082     | 16      |
| 7    | 3   | Jaime Alguersuari      | Virgin Racing   | 1:10,040 | +1,107     | 15      |
| 8    | 30  | Stéphane Sarrazin      | Venturi         | 1:10,063 | +1,130     | 15      |
| 9    | 2   | Sam Bird               | Virgin Racing   | 1:10,084 | +1,151     | 11      |
| 10   | 10  | Jarno Trulli           | Trulli          | 1:10,163 | +1,230     | 15      |
| 11   | 99  | Nelson Piquet, Jr.     | China Racing    | 1:10,177 | +1,244     | 12      |
| 12   | 23  | Nick Heidfeld          | Venturi         | 1:10,652 | +1,719     | 15      |
| 13   | 7   | Jérôme d'Ambrosio      | Dragon Racing   | 1:10,832 | +1,899     | 11      |
| 14   | 28  | Marco Andretti         | Andretti        | 1:11,015 | +2,082     | 20      |
| 15   | 21  | Bruno Senna            | Mahindra Racing | 1:11,054 | +2,121     | 16      |
| 16   | 77  | Salvador Durán         | Amlin Aguri     | 1:11,144 | +2,211     | 12      |
| 17   | 6   | Oriol Servià           | Dragon Racing   | 1:11,428 | +2,495     | 17      |
| 18   | 8   | Nicolas Prost          | e.dams Renault  | 1:12,259 | +3,326     | 18      |
| 19   | 18  | Michela Cerruti        | Trulli          | 1:12,695 | +3,762     | 15      |
| 20   | 88  | Ho-Pin Tung            | China Racing    | 1:13,941 | +5,008     | 11      |

## Clasificación

### Resultados
| Pos. | N.º | Piloto                 | Equipo          | Tiempo     | Diferencia | P. |
| ---- | --- | ---------------------- | --------------- | ---------- | ---------- | -- |
| 1    | 9   | Sébastien Buemi        | e.dams Renault  | 1:09,134   |            | 1  |
| 2    | 3   | Jaime Alguersuari      | Virgin Racing   | 1:09,161   | +0,027     | 2  |
| 3    | 23  | Nick Heidfeld          | Venturi         | 1:09,367   | +0,233     | 3  |
| 4    | 2   | Sam Bird               | Virgin Racing   | 1:09,388   | +0,254     | 4  |
| 5    | 11  | Lucas di Grassi        | Audi Sport ABT  | 1:09,521   | +0,387     | 5  |
| 6    | 27  | Jean-Éric Vergne       | Andretti        | 1:09,527   | +0,393     | 6  |
| 7    | 8   | Nicolas Prost          | e.dams Renault  | 1:09,636   | +0,502     | 7  |
| 8    | 55  | António Félix da Costa | Amlin Aguri     | 1:09,658   | +0,524     | 8  |
| 9    | 99  | Nelson Piquet, Jr.     | China Racing    | 1:09,742   | +0,608     | 9  |
| 10   | 5   | Karun Chandhok         | Mahindra Racing | 1:09,875   | +0,741     | 10 |
| 11   | 30  | Stéphane Sarrazin      | Venturi         | 1:10,165   | +1,031     | 11 |
| 12   | 66  | Daniel Abt             | Audi Sport ABT  | 1:10,329   | +1,195     | 12 |
| 13   | 6   | Oriol Servià           | Dragon Racing   | 1:10,588   | +1,454     | 13 |
| 14   | 28  | Marco Andretti         | Andretti        | 1:10,713   | +1,579     | 14 |
| 15   | 88  | Ho-Pin Tung            | China Racing    | 1:11,049   | +1,915     | 15 |
| 16   | 77  | Salvador Durán         | Amlin Aguri     | 1:11,331   | +2,197     | 16 |
| 17   | 18  | Michela Cerruti        | Trulli          | 1:11,785   | +2,651     | 17 |
| 18   | 7   | Jérôme d'Ambrosio      | Dragon Racing   | 1:12,239   | +3,105     | 18 |
| 19   | 21  | Bruno Senna            | Mahindra Racing | 1:13,209   | +4,075     | 19 |
| 20   | 10  | Jarno Trulli           | Trulli          | Sin tiempo |            | 20 |

## Carrera

### Resultados
| Pos. | N.º | Piloto                 | Equipo          | Vtas. | Tiempo/Retirado | P. | Puntos |
| ---- | --- | ---------------------- | --------------- | ----- | --------------- | -- | ------ |
| 1    | 55  | António Félix da Costa | Amlin Aguri     | 35    | 48:52,100       | 8  | 25     |
| 2    | 8   | Nicolas Prost          | e.dams Renault  | 35    | +5,354          | 7  | 18     |
| 3    | 99  | Nelson Piquet, Jr.     | China Racing    | 35    | +8.552          | 9  | 15     |
| 4    | 3   | Jaime Alguersuari      | Virgin Racing   | 35    | +11,148         | 2  | 12     |
| 5    | 21  | Bruno Senna            | Mahindra Racing | 35    | +11.535         | 19 | 10     |
| 6    | 27  | Jean-Éric Vergne       | Andretti        | 35    | +13,319         | 6  | 8      |
| 7    | 2   | Sam Bird               | Virgin Racing   | 35    | +13,617         | 4  | 8      |
| 8    | 23  | Nick Heidfeld          | Venturi         | 35    | +15,464         | 3  | 4      |
| 9    | 6   | Oriol Servià           | Dragon Racing   | 35    | +19,334         | 13 | 2      |
| 10   | 30  | Stéphane Sarrazin      | Venturi         | 35    | +28,973         | 11 | 1      |
| 11   | 88  | Ho-Pin Tung            | China Racing    | 35    | +37.858         | 15 |        |
| 12   | 28  | Marco Andretti         | Andretti        | 34    | +1 vuelta       | 14 |        |
| 13   | 66  | Daniel Abt             | Audi Sport ABT  | 33    | Accident        | 12 |        |
| 14   | 7   | Jérôme d'Ambrosio      | Dragon Racing   | 33    | +2 vueltas      | 18 |        |
| 15   | 10  | Jarno Trulli           | Trulli          | 30    | Oil Pressure    | 20 |        |
| Ret  | 11  | Lucas di Grassi        | Audi Sport ABT  | 26    | Accident        | 5  |        |
| Ret  | 9   | Sébastien Buemi        | e.dams Renault  | 23    | Accident        | 1  | 3      |
| Ret  | 18  | Michela Cerruti        | Trulli          | 20    | Engine          | 17 |        |
| Ret  | 5   | Karun Chandhok         | Mahindra Racing | 15    | Accident        | 10 |        |
| DSQ  | 77  | Salvador Durán         | Amlin Aguri     | 35    | Disqualifed     | 16 |        |